# Johannes Müller (Abt)
Johannes G. Müller OCist (* 16. Oktober 1964 in Paderborn) ist ein deutscher Ordenspriester des Zisterzienserordens. Von 2014 bis 2017 war er der 6. und letzte Abt des Klosters Himmerod. Jetzt ist er in der Pastoral- und Krankenhausseelsorge tätig.

## Frühes Leben und klerikale Laufbahn
Johannes Müller wurde am 16. Oktober 1964 in Paderborn in Ostwestfalen geboren und hatte zwei Geschwister. Er studierte in Paderborn und in Freiburg bis 1990. Zwei Jahre später wurde er zum Priester geweiht und trat 1993 den Zisterziensern in Himmerod bei. Pater Johannes Müller studierte erneut von 1997 bis 2001 an der Benediktinerhochschule Sant’ Anselmo in Rom. Er ist promoviert. Danach nahm er verschiedenste Tätigkeiten in der Abtei wahr und war Krankenhausseelsorger. Er war zunächst von 2006 bis 2011 Pfarrer in Laufeld und anschließend bis 2015 Pfarrer in Manderscheid.

## Abt von Himmerod
Ab März 2014 war er bereits als Administrator der Abtei tätig. Am 1. Oktober 2014 hatte ihn das Konventkapitel zum Abt von Himmerod gewählt. Die Abtsbenediktion erhielt er am 30. November desselben Jahres von Stephan Ackermann, Bischof von Trier, und von Anselm van der Linde, damals Abtpräses der Mehrerauer Kongregation und Abt der Territorialabtei Wettingen-Mehrerau.
Im Mai 2017 visitierte bereits die Ordensleitung der Zisterzienser das Kloster und bat den Konvent darum, über eine mögliche Auflösung nachzudenken. Grund dafür war, dass dem Konvent nur noch fünf Mönche mit ewiger Profess und einem mit zeitlicher Profess angehörten und die großen Liegenschaften mit so einem kleinen Konvent nicht mehr tragbar waren. Einige Jahre zuvor, nämlich 2011, gab es bereits ein Insolvenzverfahren, welches aber abgewendet werden konnte. Das Kongregationskapitel der Mehrerauer Kongregation beschloss dann einstimmig die Auflösung des Klosters. In einem Interview mit dem Domradio sagte da noch Abt Johannes „Der Niedergang des Ordenslebens ist eindeutig“ und fügte ein Zitat von Bischof Georg Bätzing bei, welches seine Aussage bestärkte, „[...] Das Ordensleben ist zwar nicht tot, aber die Weise, in der es gelebt wurde, ist längst am Ende. [...]“. Er wurde zum Beauftragten für den Übergabeprozess des Klosters Himmerod an das Bistum Trier, zusammen mit Domkapitular Reinhold Bohlen, ernannt.

## Nach der Auflösung
Vom 1. Mai 2018 bis Sommer 2020 war er Pfarrer in Kamenz. Anschließend verbrachte er ein Jahr in Mehrerau. Sein Gelübde übertrug er am 1. November 2020 auf das Kloster Langwaden. Mittlerweile lebt er bei den Zisterzienserinnen im Kloster St. Marienstern in der Seelsorge der Schwestern und in der dortigen Krankenhauspastoral tätig.
Im Zuge der Auflösung des Klarissenklosters in Bautzen wurde Pater Johannes zum päpstlichen Kommissar, zusammen mit Barbara Köhler, für den Auflösungsprozesse ernannt. Die Schwestern baten selbst darum, dass er sie bei diesem Prozess begleiten solle.

## Positionen
In einem Interview mit sächsische.de aus dem Jahr 2019 schreibt diese: „Er glaubt an das Ende des Zölibats und daran, dass Frauen bald Priesterinnen werden können“.

## Schriften und Herausgeberschaften
- German Andreas Herzog, Johannes Müller (Hrsg.): Wie die Mönchsgemeinde leben soll. Ecclesiastica Officia – Gebräuchebuch der Zisterzienser aus dem 12. Jahrhundert; Patrimonium-Verlag; 2. Auflage 2022; 576 Seiten; ISBN 978-3864171987
- Predigten von Pater Johannes Müller OCist